# Elia Favilli
Elia Favilli (Cecina, 31 gennaio 1989) è un ciclista su strada e mountain biker italiano, professionista su strada dal 2011 al 2016. Dal 2017 al 2019, lasciata la strada, ha gareggiato per il team di mountain bike Bike Innovation-Focus-Pissei.

## Carriera
Tra gli juniores, con la maglia della Arianna Rimor, Favilli si mise in luce ottenendo nove successi nella stagione 2007 e conquistando la medaglia di bronzo nella prova in linea dei campionati del mondo di categoria sempre nel 2007.
A partire dalla stagione 2008 passò tra i Dilettanti Elite/Under-23 con la Lucchini-Neri Sottoli-Nuova Comauto di Luca Scinto, senza però ottenere alcun successo. Nel 2009 riuscì invece a conquistare due vittorie, la terza edizione del Trofeo Città di Venturina e il Giro del Compitese a Colle di Compito. Nel 2010, con la maglia della Petroli Firenze, si impose quindi in tre corse, tutte disputate nel mese di luglio, la sessantanovesima edizione del Giro delle Due Province a Marciana di Cascina, il Gran Premio Città di Vinci e il Trofeo Petroli Firenze-Memorial Corrado Pelatti a Bivigliano, e si classificò quarto nella prova in linea Under-23 dei campionati italiani.
Dopo aver gareggiato da stagista nella seconda metà delle stagioni 2009 e 2010 con la squadra professionistica ISD-Neri (diretta da Luca Scinto), nel 2011 passò professionista con tale formazione, nel frattempo divenuta Farnese Vini-Neri Sottoli. Quell'anno venne subito selezionato per partecipare a gare quali il Giro d'Italia e il Giro di Lombardia; durante la stagione riuscì peraltro a salire per due volte sul gradino più basso del podio: a febbraio al Gran Premio Costa degli Etruschi e in aprile nella seconda tappa del Giro di Turchia.
Nel 2012 si classifica terzo nella seconda tappa del Giro della Provincia di Reggio Calabria, posizione raggiunta anche nella graduatoria generale. Al Giro d'Italia è protagonista dell'arrivo della terza tappa, dove riesce ad evitare con un salto il campione del mondo Mark Cavendish caduto durante le fasi conclusive della volata a seguito di un improvviso cambio di direzione di Roberto Ferrari. A settembre, al termine della seconda tappa de Il Padania è escluso dalla squadra, secondo il resoconto di un quotidiano, per la sua volontà di non rinnovare il contratto (esclusione che gli avrebbe precluso la possibile convocazione per i mondiali di Valkenburg). La notizia è stata smentita il giorno dopo la pubblicazione dell'articolo dal direttore sportivo della squadra Luca Scinto, che ha confermato l'esistenza di un dissapore con il corridore ma negato assolutamente la volontà di una ritorsione così come riportato dai giornali e confermato dallo stesso Favilli.
Per la stagione 2013 si trasferisce tra le file della Lampre-Merida, la squadra di Giuseppe Saronni.

## Palmarès
- 2007 (Juniores)

Trofeo Città di Prato
Gran Premio Ellegi
Trofeo Città di Aquino
Pisa-Livorno
Memorial Arena e Pezzato
Gran premio F.M. Plastic, Cronometro individuale
Coppa Sportivi di Bagnolo
Trofeo Beato Bernardo
Trofeo Città di Lucca
- 2009 (Dilettanti Elite/Under-23, Neri Sottoli-Nuova Comauto-Promociclo, due vittorie)

Trofeo Città di Venturina
Giro del Compitese
- 2010 (Dilettanti Elite/Under-23, Petroli Firenze Cycling Team, tre vittorie)

Giro delle Due Province
Trofeo Petroli Firenze - Memorial Corrado Pelatti
Gran Premio Città di Vinci

### Altri successi
- 2006 (Juniores)

Classifica giovani Giro della Toscana

## Piazzamenti

### Grandi Giri
- Giro d'Italia

2011: 158º
2012: non partito (19ª tappa)
2015: 104º
- Tour de France

2013: 128º
- Vuelta a España

2014: 109º

### Classiche monumento
- Milano-Sanremo

2012: 66º
- Giro delle Fiandre

2012: 22º
2013: ritirato
2014: ritirato
- Parigi-Roubaix

2013: ritirato
2014: ritirato
- Giro di Lombardia

2011: 53º

### Competizioni mondiali
- Campionati mondiali

Aguascalientes 2007 - Cronometro Juniores: 3°

### Competizioni europee
- Campionati europei di mountain bike

Spilimbergo 2018 - Marathon: 25°